# تلفن در ایران
در سال ۱۲۶۵ هجری خورشیدی مصادف با ۱۸۸۶ میلادی، برای نخستین‌بار در ایران، بوآتال بلژیکی که امتیاز راه‌آهن ری را داشت، یک رشته سیم تلفن بین تهران و شاهزاده عبدالعظیم به طول ۷٫۸ کیلومتر کشید. مرحلهٔ دوم فناوری مخابرات در تهران از سال ۱۲۶۸ خورشیدی یعنی ۱۳ سال پس از اختراع تلفن با برقراری ارتباط تلفنی بین دو ایستگاه ماشین دودی تهران و شهر ری آغاز شد. پس از آن بین کامرانیه در منطقهٔ شمیران و عمارت وزارت جنگ در تهران و سپس بین مقر ییلاقی شاه قاجار در سلطنت‌آباد پیشین و عمارت سلطنتی تهران ارتباط تلفنی دایر شد.
در فروردین ۱۲۸۲ (محرم ۱۳۲۱ هجری قمری) دوست‌محمد خان معیرالممالک امتیاز دایر کردن شبکهٔ تلفن را در ایران از مظفرالدین شاه قاجار گرفت. او در این امتیازنامه تعهد کرد ظرف سه سال در تهران و ظرف ده سال در شهرهاى کشور، تلفن بکشد. او به این تعهد عمل نکرد و امتیاز را به میرزا محمدطاهر مستوفی ملقب به بصیرالممالک داد اما چون بصیرالممالک هم به این تعهدات عمل نکرد در سال ۱۲۹۴ خورشیدی (۱۳۳۳ هجری قمری) کمیسیونى مرکب از نیرالملک هدایت، منصورالسلطنه عدل، کامل مولتیور رئیس کل پست، مارتنس مستشار وزارت فوائد عامه و دلگرد از سفارت بلژیک رأى دادند که صاحب امتیاز دیگر حقی ندارد.
بدین ترتیب، امتیاز تلفن در اختیار شرکتی سهامی قرار گرفت و ارباب کیخسرو بازرگان زرتشتی به مدیریتش برگزیده شد که چندین دوره نمایندهٔ زرتشتیان در مجلس شورای ملی بود. ارباب کیخسرو در سال ۱۲۹۵ شرکت تلفن ایران را بنیاد گذاشت که شرکتی سهامی با سهامداران متعدد بود. برای نخستین‌بار شرکت زیمنس آلمان را به عنوان فروشندهٔ تجهیزات تلفن کشور انتخاب کرد و با آن قرارداد بست. 
ارباب کیخسرو در واقع، بنیانگذار شبکهٔ تلفن در ایران به شمار می‌رود. خودش در این باره در نطقی در مجلس گفته است:

«در جنگ بین‌المللى که این مملکت هیچ داخل نبود، بدبختانه این شرکت چندین دفعه غارت شد و سیم‌هایش را بریدند. بنده خودم رفتم خرید کردم. هفتاد هزار تومان جنس شرکت را که آوردیم براى اینجا، در بادکوبه به غارت بردند». 

او از دولت نوپای شوروی اجازهٔ ترانزیت ماشین‌آلات و تجهیزات تلفن را گرفت و دولت شوروی این تجهیزات را از پرداخت هر گونه عوارضی معاف کرد و حفاظت آن‌ها را تا انتقال به خاک ایران به عهده گرفت. 
همزمان با ارباب کیخسرو در مشهد نیز منشورالملک که از مدیران شرکت نفت ایران و انگلیس بود، خطوط تلفن دایر کرد، همچنین اشخاص دیگری در تبریز و رشت. در رشت، فردی به نام کریم‌اف امتیاز تلفن را از سهامداران محلی خرید. 
ارباب کیخسرو در سال ۱۳۰۲ قراردادی برای احداث خطوط تلفنی زیرزمینی با شرکت‌های زیمنس و هالسکه بست و سه سال بعد در آبان ۱۳۰۵ تلفن خودکار جدید روی ۲٬۳۰۰ رشته کابل در مرکز اکباتان آماده بهره‌برداری شد. در سال ۱۳۰۸ هیئت وزیران تصمیم گرفت که از آن پس، سیم‌کشى‌ تلفن با اجازهٔ هیئت‌وزیران انجام گیرد  و سال بعد، وزارت پست و تلگراف لایحه‌ای برای راه‌اندازی شبکهٔ تلفن در سراسر کشور به مجلس داد.  و در سال ۱۳۱۰ با اخذ یک میلیون تومان وام از بانک ملی، شرکت تلفن را خرید 
در سال ۱۳۱۱ دولت سهام شرکت سهامی کل تلفن ایران را خریدارى کرد اما دو سال بعد در اثر اقدامات و اعمال نظر متنفذان، دوباره کلیهٔ سهام خریدارى شده را به صاحبان سهام قدیم برگرداند. از سال ۱۳۲۶ دولت به صورت جداگانه به توسعهٔ شبکهٔ تلفن شهرها پرداخت.
در اواخر دهه ۱۳۱۰ خورشیدی، عین‌الله محمودی و شرکت تلفن ایران، با احداث خطوط و شبکه‌های تلفنی، سبب گسترش ارتباطات و مخابرات بین عموم مردم شدند‌، چیزی که تا پیش از این به طور انحصاری بود. 
شرکت سهامی تلفن برای راه‌اندازی ۲۲ هزار خط تازهٔ تلفن، قراردادی با شرکت امریکایی جنرال الکتریک بست اما چون از عهدهٔ تأمین هزینهٔ ده میلیون تومانی آن برنیامد، از دولت خواست تعرفهٔ تلفن را بالا ببرد. با خوددداری دولت اختلافی با شرکت بروز کرد و پیوسته نیز اعتراضاتی به ناکارآمدی شرکت تلفن می‌شد که سرانجام باعث شد در زمان نخست‌وزیری دکتر مصدق، دولت به مطالعهٔ روی ملی کردن شرکت تلفن بپردازد. مطالعه در این زمینه در زمان وزارت دکتر غلامحسین صدیقی آغاز شد و در دوران وزارت سیف‌الله معظمی لایحهٔ ملی کردن تلفن در پانزدهم آبان ۱۳۳۱ به مجلس شورای ملی داده شد.
از زمان ملی شدن تلفن، توسعهٔ شبکهٔ تلفن آغاز شد و مرکز تلفن اکباتان که در سال ۱۳۱۶ با ششصد شماره تلفن احداث و دو سال بعد بهره‌برداری شده بود، در سال ۱۳۳۷ سیزده هزار شماره داشت. خطوط تلفن جدید یا کاریر نیز پس از شهریور ۱۳۲۰ بهره‌برداری شد و ارتباط تلفنی بین تهران و سایر شهرها گسترش یافت و مراکز تلفنی تهران یکی پس از دیگری تأسیس شد. وزارت پست و تلگراف و تلفن در سال ۱۳۸۳ به نام وزارت ارتباطات و فناوری اطلاعات تغییر نام یافت.

## شبکه‌های تلفن خصوصی در ایران
نخستین شبکهٔ تلفن خصوصی ایران بنام تالیا در بهار ۱۳۸۴ هجری خورشیدی آغاز به کار کرد. شبکهٔ تالیا که تنها سرویس تلفن همراه اعتباری را ارائه می‌کرد، در فاز یکم بهره‌برداری در شهر تهران فعال شده‌است و بر طبق برنامه در فازهای بعدی در شهرهای مشهد، اصفهان، تبریز، فارس، قم و اهواز و سپس در سایر شهرهای ایران فعال گردید.
دومین شبکهٔ تلفن خصوصی ایران به نام ایرانسل در سال ۱۳۸۵ آغاز به کار کرد.
سومین شبکهٔ تلفن خصوصی ایران با نام رایتل که البته بخشی از سهام آن متعلق به سازمان تأمین اجتماعی است، در سال ۱۳۸۹ آغاز به کار کرد. این شرکت برای سال‌های ابتدایی دوران فعالیتش امتیاز انحصاری ارائهٔ خدمات نسل سوم را داشت.
چهارمین شبکه تلفن خصوصی ایران با نام شاتل موبایل در ۱۱ شهریور ۱۳۹۶ به‌ عنوان نخستین اپراتور مجازی نوع اول تلفن همراه کشور (Full MVNO) و تنها شش ماه پس از صدور پروانه از سازمان تنظیم مقررات و ارتباطات رادیویی کار خود را آغاز کرد. ایرن اپراتور زیرمجموعه شرکت شاتل است.